# Нечаева, Ия Вениаминовна
И́я Вениами́новна Неча́ева (род. 14 января 1959) — советский и российский лингвист, специалист по лексикологии, лексикографии, культуре речи, орфографии, иноязычному заимствованию. Кандидат филологических наук.

## Биография
Окончила филологический факультет МГУ имени М. В. Ломоносова. Работала в издательстве «Русский язык», где прошла путь от младшего до ведущего редактора.
С 2000 года — старший научный сотрудник Отдела культуры русской речи Института русского языка имени В. В. Виноградова РАН.
В 2008 году защитила диссертацию на соискание учёной степени кандидата филологических наук по теме «Актуальные проблемы письменной адаптации иноязычных заимствований» (специальность 10.02.01 — «русский язык»). Была учёным секретарём Орфографической комиссии РАН.
Автор около 50 научных работ, включая две монографии.
Член авторского коллектива «Нового словаря иностранных слов», «Русского орфографического словаря», словаря «Прописная или строчная?», автор некоторых других словарей. В настоящее время принимает участие в подготовке многотомного «Академического толкового словаря русского языка».

## Научные труды

### Монографии
- Бешенкова Е. В., Борунова С. Н., Еськова Н. А., Иванова О. Е., Лопатин В. В., Нечаева И. Я., Чельцова Л. К. Лингвистические основы кодификации русской орфографии / Под ред. В. В. Лопатин. — М.: Азбуковник, 2009. — 280 с. — 800 экз. — ISBN 978-5-91172-020-9.
- Нечаева И. В. Актуальные проблемы орфографии иноязычных заимствований. — М.: Издательский центр «Азбуковник», 2011. — 168 с. — ISBN 978-5-91172-051-3.
- Нечаева И. В. Иноязычные неологизмы в русском языке и проблема орфографической нормы. — Saarbrücken: LAP LAMBERT Academic Publishing, 2014.

### Словари и справочники
- Краткий словарь иностранных слов / Сост. Т. Г. Музурукова, И. В. Нечаева. — М.: Русский язык, 1995.
- Нечаева И. В. Словарь иностранных слов. 4000 единиц. — М.: АСТ, 2000. — 538 с. — (Карманная библиотека словарей). — 10 000 экз. — ISBN 978-5-17-044059-7.
- Нечаева И. В. Словарь иностранных слов. 4000 единиц. — М.: АСТ, 2002. — 544 с. — ISBN 5-17-014545-4.
- Захаренко Е. Н., Комарова Л. Н., Нечаева И. В. Новый словарь иностранных слов: свыше 25 000 слов и словосочетаний. — 3-е изд., испр. и доп. — М.: «Азбуковник», 2008. — 1040 с. — ISBN 978-5-903021-08-6.
- Лопатин В. В., Нечаева И. Я., Чельцова Л. К. Как правильно? С большой буквы или с маленькой? Орфографический словарь. — М.: Астрель, АСТ, 2002. — 400 с. — 8000 экз. — ISBN 5-17-014218-8, ISBN 5-271-04219-7.
- Лопатин В. В., Нечаева И. Я., Чельцова Л. К. Прописная или строчная? Орфографический словарь. — М.: Эксмо, 2011. — 512 с. — (Библиотека словарей). — 2500 экз. — ISBN 978-5-699-49001-1.
- Чельцова Л. К., Иванова О. Е., Лопатин В. В., Нечаева И. Я. Русский орфографический словарь: около 200 000 слов. — 4-е изд., испр. и доп. — М.: АСТ-Пресс, 2012. — (Словари русского языка). — ISBN 978-5-462-01272-3.

### Статьи
- Нечаева И. В. Мотивированность иноязычных слов: орфографический аспект проблемы // Русский язык в научном освещении. — М., 2005. — № 1 (9).
- Нечаева И. В. Орфографическая нестабильность иноязычных заимствований и проблемы кодификации // Русский язык сегодня 4. Проблемы языковой нормы. — М., 2006.
- Нечаева И. В. Орфографические варианты иноязычных неологизмов, их словарное представление // Русская академическая неография (к 40-летию научного направления). Материалы международной конференции. — СПб., 2006.
- Нечаева И. В. Проблемы орфографической кодификации иноязычных заимствований // Лингвистические основы кодификации русской орфографии: теория и практика. Колл. монография. — М., 2009.
- Нечаева И. В. Мэр, пэр, сэр. Об употреблении буквы э после согласных // Русская речь. — 2009. — № 5.
- Нечаева И. В. Об орфографических вариантах // Русский язык в школе. — 2010. — № 7.
- Нечаева И. В. Об основаниях орфографической нормы (на материале иноязычных неологизмов) // Вопросы культуры речи. Десятый выпуск. — М., 2011.
- Нечаева И. В. О шоп(п)инге, мини(-)вэне и тайнах орфографической кодификации // Русский язык в научном освещении. — 2012. — № 1 (23).
- Нечаева И. В. Лексика частей тела: опыт аналитического описания // Вопросы культуры речи. — М., 2012. — Вып. XI.
- Нечаева И. В. Орфографическая кодификация сегодня и коллегиальность нормативных решений // Язык и социальная действительность: научный журнал. — Красноярск: СФУ, 2012. — № 1–2 (3–4).
- Нечаева И. В. О явлении и случаях двойной орфографической мотивации // Вопросы культуры речи. — М., 2012. — Вып. XI.
- Нечаева И. В. О «желательном единообразии» в правописании заимствований // От буквы к словарю. Сборник научных статей к 200-летию со дня рождения академика Я. К. Грота. — СПб., 2013.
- Нечаева И. В. Окказиональное слово как объект лексикографического описания // Авторская лексикография и история слов. К 50-летию выхода в свет «Словаря языка Пушкина». — М.: Издательский центр «Азбуковник», 2013.
- Нечаева И. В. Языковые изменения и принципы орфографического нормирования (на материале иноязычных неологизмов) // Acta Linguistica Petropolitana. Труды Института лингвистических исследований РАН. — СПб.: Наука, 2012. — Т. VIII, часть 3.
- Нечаева И. В. Синхронно-парадигматический принцип в орфографии заимствований: границы его применения // Русский язык: исторические судьбы и современность. V Международный конгресс исследователей русского языка. Москва, МГУ им. М. В. Ломоносова, филологический факультет. 18–21 марта 2014 г. Труды и материалы. — М.: Изд-во Моск. ун-та, 2014.
- Нечаева И. В. Флаер и риэлтор (к проблеме употребления поствокальной «Э» в заимствованиях) // Русский язык в современном мире: сборник статей по итогам научно-практической конференции (22 мая 2014 года). — Смоленск: Изд-во «Свиток», 2014.